# Brigide Schwarz
Brigide Schwarz (* 19. Januar 1940 in Augsburg; † 13. Februar 2019) war eine deutsche Mittelalterhistorikerin, die sich besonders mit den Mitarbeitern der päpstlichen Kanzlei im Spätmittelalter, der Verleihung von Pfründen an Kleriker und mit der Auswertung der Register des Papstes Eugen IV. befasst hat.
In ihrer von Reinhard Elze betreuten Dissertation, die im Wintersemester 1968/69 eingereicht wurde, steht die kollegiale Organisation des Mitarbeiterstabs der päpstlichen Kanzlei im Mittelpunkt. Bereits während ihrer Zeit als Stipendiatin am Deutschen Historischen Institut in Rom von Herbst 1966 bis Frühjahr 1968 arbeitete sie am Repertorium Germanicum für den Pontifikat Eugens IV. an der Seite von Hermann Diener mit. 1978 habilitierte sie sich in Berlin, als Akademische Oberrätin und außerplanmäßige Professorin wirkte sie bis 1998 an der Universität Hannover. Von 1988 bis 1992 war sie für weitere Forschungen am Repertorium Germanicum an das Deutsche Historische Institut in Rom abgeordnet. Von 1997 bis 2003 war sie außerdem Mitglied des wissenschaftlichen Beirats des Deutschen Historischen Instituts.
In ihrer 2013 veröffentlichten Darstellung Kurienuniversität und stadtrömische Universität von ca. 1300 bis 1471 legte sie die erste Gesamtuntersuchung bis 1471 für die beiden römischen Hochschulen, das studium Urbis und das studium Romanae curiae vor. Nach einem historischen Überblick zur Geschichte der beiden Universitäten, einer institutionengeschichtlichen Analyse und Exkursen zu Spezialfragen werden im Anhang prosopographische Listen zu 694 Studenten und Lehrenden sowie Editionen grundlegender Quellen geliefert. Sie leistete mit dieser Untersuchung einen bedeutenden Beitrag zur Erforschung der mittelalterlichen Universität. Am 4. Mai 2013 wurde ihr für dieses Werk im Palazzo Borghese der Premio Daria Borghese vom Gruppo dei Romanisti, einer seit 1929 bestehenden Vereinigung verliehen. Der Preis wird seit 1965 jährlich an einen nichtitalienischen Autor vergeben, dessen Werk für Geschichte und Kultur Roms von Bedeutung ist.

## Veröffentlichungen (Auswahl)
Ein bis 2005 reichendes Schriftenverzeichnis erschien in: Brigitte Flug, Michael Matheus, Andreas Rehberg (Hrsg.): Kurie und Region. Festschrift für Brigide Schwarz zum 65. Geburtstag (= Geschichtliche Landeskunde. Bd. 59). Steiner, Stuttgart 2005, ISBN 3-515-08467-3, S. 451–455. Fortsetzung Schriften 2005–2020 in Nachruf von Christiane Schuchard (s. u. Lit.), S. 743–746.
- Die Organisation kurialer Schreiberkollegien von ihrer Entstehung bis zur Mitte des 15. Jahrhunderts (= Bibliothek des Deutschen Historischen Instituts in Rom. Bd. 37). Niemeyer, Tübingen 1972, ISBN 3-484-80057-7.
- Der „Pfennigstreit“ in Hildesheim 1343. Untersuchungen zur Sozialgeschichte des mittelalterlichen Hildesheim (= Schriftenreihe des Stadtarchivs und der Stadtbibliothek Hildesheim. Bd. 6). Bernward, Hildesheim 1978, ISBN 3-87065-135-0.
- Die Originale von Papsturkunden in Niedersachsen 1199–1417 (= Index actorum Romanorum pontificum. Ab Innocento III ad Martinum V electum. Bd. 4). Biblioteca Apostolica Vaticana, Città del Vaticano 1988.
- Regesten der in Niedersachsen überlieferten Papsturkunden 1198–1503 (= Quellen und Untersuchungen zur Geschichte Niedersachsens im Mittelalter. Bd. 15). Hahn, Hannover 1993, ISBN 3-7752-5861-2.
- Repertorium Germanicum. Band 5: Verzeichnis der in den Registern und Kameralakten Eugens IV. vorkommenden Personen, Kirchen und Orte des Deutschen Reiches, seiner Diözesen und Territorien. Band 1 bis 3, Niemeyer-Verlag, Tübingen 2004.
- Kurienuniversität und stadtrömische Universität von ca. 1300 bis 1471 (= Education and society in the Middle Ages and Renaissance. Bd. 46). Brill, Leiden u. a. 2013, ISBN 978-90-04-23589-2.
- The Roman Curia (until about 1300). In: Wilfried Hartmann, Kenneth Pennington (Hrsg.): The History of Courts and Procedure in Medieval Canon Law. The Catholic University of America Press, Washington, D.C. 2016, ISBN 978-0-8132-2904-1, S. 160–228.
- Alle Wege führen über Rom. Beziehungsgeflecht und Karrieren von Klerikern aus Hannover im Spätmittelalter (= Veröffentlichungen der Historischen Kommission für Niedersachsen und Bremen. Bd. 302). Wallstein Verlag, Göttingen 2021, ISBN 978-3-8353-3455-7.
- Careers and Opportunities at the Roman Curia, 1300–1500. A Socio-Economic History of Papal Administration [Aufsatz-Sammlung], übers. u. hrsg. von Wolfgang P. Müller (= Europa Sacra Bd. 29), Brepols, Turnhout 2024, ISBN 978-2-503-59538-2.